# Astroceras mammosum
Astroceras mammosum is een slangster uit de familie Euryalidae.
De wetenschappelijke naam van de soort werd in 1930 gepubliceerd door René Koehler.